# Antonio Labriola
Antonio Maria Marziale Labriòla (Cassino, 2 luglio 1843 – Roma, 2 febbraio 1904) è stato un filosofo italiano, con particolari interessi nel campo del marxismo.
Non condivideva alcun rapporto di parentela con il più giovane politico socialista napoletano Arturo Labriola, con il quale è stato spesso confuso a causa del vezzo di quest'ultimo di firmarsi A. Labriola.

## Biografia
Nacque da Francesco Saverio, insegnante ginnasiale di lettere, e da Francesca Ponari. Il padre, oriundo di Brienza, era nipote diretto di Mario Pagano.
Nel 1861 si iscrisse alla facoltà di lettere e filosofia dell'Università di Napoli, città nella quale la famiglia si era trasferita. Qui studia con gli hegeliani Augusto Vera e Bertrando Spaventa, il cui appoggio gli procura nel gennaio del 1864 un posto di applicato di pubblica sicurezza nella segreteria del prefetto.
Già il 3 maggio 1862 finisce di scrivere Una risposta alla prolusione di Zeller, un'opera in cui osteggia il neokantiano Eduard Zeller, professore dell'Università di Heidelberg, grande storico della filosofia greca; contro ogni ipotesi di un ritorno a Kant, Labriola rivendica l'attualità dell'hegelismo. Tuttavia lo scritto fu pubblicato postumo, nel 1906.
Labriola non concluse gli studi universitari: nel 1865 conseguì il diploma di abilitazione e insegnò nel Ginnasio Principe Umberto di Napoli; il 23 aprile 1866 sposa Rosalia Carolina von Sprenger, una palermitana di origini tedesche e di confessione evangelica, maestra nella scuola "Garibaldi" di Napoli, da cui ebbe tre figli: Michelangelo Francesco, Francesco Felice Alberto e Teresa Carolina. Di quest'anno è il saggio, premiato dall'Università di Napoli, sull'Origine e natura delle passioni secondo Spinoza, che mostra già, nell'interesse del filosofo olandese, unito ai contemporanei studi della filosofia di Ludwig Feuerbach, una significativa presa di distanze dall'idealismo in favore del materialismo.
Nel 1869 scrive il saggio La dottrina di Socrate secondo Senofonte, Platone ed Aristotele, premiata nel 1871 dalla Reale Accademia di Scienze morali e politiche di Napoli. Consegue la libera docenza in filosofia della storia e si mette in aspettativa in attesa di ottenere un incarico nell'Università; scrive la dissertazione Esposizione critica della dottrina di G. B. Vico e collabora con il giornale svizzero Basler Nachrichten, al quale invia corrispondenze politiche, al quotidiano napoletano Il Piccolo, fondato e diretto da Rocco de Zerbi, ex garibaldino e futuro deputato, leader dell'Unione liberale, gruppo politico di stampo liberal-conservatore, nazionalista ed imperialista al quale Labriola aderisce. Entra anche nella redazione della Gazzetta di Napoli e, nel febbraio 1872, in quella de L'Unità Nazionale, diretta da Ruggiero Bonghi, al Monitore di Bologna e alla Nazione di Firenze, nella quale escono nell'estate del 1872 le sue dieci Lettere napoletane. Nel 1873 si dichiara herbartiano in psicologia e in morale, pubblicando a Napoli i saggi Della libertà morale, dedicata ad Arturo Graf e Morale e religione.
Tra gli anni '60 e '70 Labriola, ancora hegeliano-spaventiano, svolse una riflessione politico-filosofica sullo Stato identificato hegelianamente come "Stato etico". L’idea labrioliana di “Stato etico” si esplica sul doppio binario della formazione di una classe dirigente realmente nazionale, di altissimo profilo intellettuale e morale, animata dal desiderio di rafforzare il giovane Regno d'Italia, e su quello del contrasto al tentativo d’espropriazione “monopolistica” della Chiesa cattolica sull’istruzione di massa. La concezione dello Stato, elitista e laica, di Labriola assomiglia in tutto e per tutto a quella del suo maestro Bertrando Spaventa, con la sua teoria della «ordinata e corretta» ascensione sociale delle masse in seno alla comunità nazionale italiana nata dal Risorgimento. Il gruppo facente capo a Spaventa (e che successivamente si raggrupperà attorno ad Antonio Starabba di Rudinì) è identificato come il settore rigidamente laicista della Destra Storica e quindi come quello più propenso ad accogliere istanze di stampo etico-hegeliano ed anticlericale.
Trasferitosi nel 1873 a Roma, ove muore di difterite il figlio Michelangelo, supera nel 1874 il concorso alla cattedra di filosofia e pedagogia all'Università di Roma. Nel 1876 pubblicò il saggio Dell'insegnamento della storia e l'anno dopo è direttore del Museo di istruzione e di educazione: sono anni in cui Labriola mostra un particolare impegno verso il miglioramento del livello professionale degli insegnanti e la diffusione dell'istruzione di base della popolazione, inteso come primo passo per una maggiore democrazia del paese. A questo scopo s'informa sugli ordinamenti scolastici dei paesi europei: nel 1880 pubblica gli Appunti sull'insegnamento secondario privato in altri Stati e nel 1881 l'Ordinamento della scuola popolare in diversi paesi. Contemporaneamente Labriola abbandona le convinzioni politiche di moderato liberalismo per approdare a posizioni radicali: oltre alla lotta all'analfabetismo, auspica l'intervento dello Stato nell'economia, una politica sociale di assistenza ai poveri, il suffragio universale che permetta anche a candidati operai l'ingresso al Parlamento.
Nel 1887 ottiene la cattedra di filosofia della storia all'Università di Roma e inizia un corso di storia del socialismo. A seguito di notizie che danno imminente la stipula del Concordato con la Santa Sede, Labriola tiene all'Università la conferenza Della Chiesa e dello Stato a proposito della conciliazione, considerando una minaccia per la libertà di pensiero ogni accordo con la Chiesa, temendone l'ingerenza nella vita pubblica italiana; il 18 novembre 1887 il quotidiano romano La Tribuna pubblica una sua lettera in cui, tra l'altro, scrive di essere «teoricamente socialista ed avversario esplicito delle dottrine cattoliche» e il 22 gennaio 1888, nella conferenza Della scuola popolare, auspica l'abolizione dell'insegnamento religioso.
La condizione evocata per lo Stato è quella della laicità, distante da ingerenze, con una formazione che non preveda l'insegnamento religioso e con la necessità "di ripigliare le vie legali della sovraeminenza dello Stato sulla Chiesa", che verrà simboleggiata pubblicamente nel 1885 dall'iniziativa dell'erezione della statua di Giordano Bruno in Campo de' Fiori, Roma, di cui si fece promotore assieme a Bertrando Spaventa, per la cui realizzazione ottennero sostegno proveniente da finanziatori europei ed anche americani.
Il 2 marzo 1888, sul giornale Il Messaggero, depreca l'uso della forza pubblica contro le manifestazioni; il 16 dicembre tiene agli operai di Terni un discorso su Le idee della democrazia e le presenti condizioni dell'Italia, in cui afferma di impegnarsi personalmente in politica e dichiara di desiderare un «governo del popolo mediante il popolo stesso» e la formazione di un grande partito popolare. Il 2 maggio 1890 scrive che «I parlamenti, come forma transitoria della vita democratica d'origine borghese, spariranno col trionfo del proletario» e il 20 giugno tiene nel Circolo operaio romano di studi sociali il discorso Del socialismo commemorando la Comune di Parigi.
Nell'ottobre Labriola saluta il congresso della socialdemocrazia tedesca a Halle scrivendo che «Il proletariato militante procederà sicuro sulla via che mena diritto alla socializzazione dei mezzi di produzione ed l'abolizione del presente sistema di salariato, fidando solo nei suoi propri mezzi e nelle sue proprie forze».
Nel 1890 entra in rapporto epistolare con Engels, che conoscerà nel 1893 a Zurigo, e con i maggiori dirigenti socialisti europei, Kautsky, Liebknecht, Bebel, Lafargue, mentre rimprovera a Filippo Turati, il più prestigioso leader socialista italiano e direttore della rivista Critica Sociale, superficialità teorica e arrendevolezza nei confronti degli avversari politici. Vuole che il Partito socialista, che deve nascere ufficialmente con il Congresso di Genova del 14 agosto 1892, sia un partito di operai e non di intellettuali positivisti borghesi. Vede nei Fasci siciliani un concreto esempio di socialismo popolare e rivoluzionario e lamenta che il marxismo non riesca a essere compreso in Italia.
Nell'anno accademico 1890-1891 fa lezione sul Manifesto di Marx ed Engels e scrive a quest'ultimo, nel gennaio del 1893, di star facendo un nuovo corso «su la genesi del socialismo moderno» ma di non riuscire a risolversi a scriverne un saggio per l'ignoranza su tanti «fatti, persone, teorie, etc, che sono tante fasi, tanti momenti né sentiti né conosciuti in Italia», come ribadisce il 7 maggio a Victor Adler che «il marxismo non piglia piede in Italia».
Su sollecitazione del Sorel, scrive In memoria del Manifesto dei comunisti, il primo dei suoi saggi sulla concezione materialistica della storia, terminato il 7 aprile 1895, che esce in francese sulla rivista del Sorel, Le Devenir social; lo spedisce a Engels in luglio, ricevendone le lodi. Anche il giovane Benedetto Croce - che ne promuove la stampa in Italia - ne è influenzato tanto da attraversare il suo pur breve periodo di adesione al marxismo. Nei due anni successivi Labriola scrive altri due saggi, Del materialismo storico, dilucidazione preliminare e Discorrendo di socialismo e di filosofia.
Profondamente legato all'epopea risorgimentale, nel maggio 1896 si espresse in favore dell'indipendenza polacca in polemica con Rosa Luxemburg, esortando i socialisti italiani ad appoggiare la risoluzione indipendentista che la delegazione polacca avrebbe presentato all'imminente Congresso di Londra (IV Congresso della Seconda Internazionale). Evocando il periodo risorgimentale, Labriola separò il patriottismo dalla politica borghese:
L'avversione per la posizione antinazionale di Luxemburg spinse Labriola, secondo quando egli stesso confidò al suo allievo Benedetto Croce, a protestare con Karl Kautsky per la pubblicazione sulla Neue Zeit degli «articoli di quella donna equivoca».
È sepolto presso il cimitero acattolico di Roma.

## Il pensiero
Schematicamente, possiamo suddividere il percorso filosofico e politico di Labriola in tre diversi momenti: innanzitutto fu propugnatore dell'idealismo hegeliano (influenzato da Bertrando Spaventa, del quale fu allievo a Napoli); successivamente, possiamo distinguere una fase contrassegnata dal rifiuto dell'idealismo in nome del realismo herbartiano, ed infine, il momento della maturità, in cui aderisce pienamente al marxismo.
L'approccio di Labriola al marxismo è influenzato da Hegel e Herbart, per cui è più aperto dell'approccio di marxisti ortodossi come Karl Kautsky. Egli vide il marxismo non come una schematizzazione ideologica ed autonoma dalla storia, ma piuttosto come una filosofia autosufficiente per capire la struttura economica della società e le conseguenti relazioni umane. Era necessario aderire alla realtà sociale del proprio tempo storico se il marxismo voleva considerare la complessità dei processi sociali e la varietà di forze operanti nella storia. Il marxismo doveva essere inteso come una teoria ‘critica’, nel senso che esso non asserisce verità eterne ed immutabili ed è pronto ad interpretare le contraddizioni sociali secondo le diverse fasi storiche, avendo al centro della sua analisi il lavoro e le condizioni dei lavoratori e dunque la concreta e materiale "prassi" umana. La sua descrizione del marxismo come "filosofia della prassi" verrà ripresa nei Quaderni dal carcere di Gramsci.
In pedagogia Labriola avvertì l'esigenza collettiva dei tempi nuovi, il bisogno di una scuola popolare che servisse da reale tessuto connettivo dell'Italia post-unitaria, una lotta dunque per la civiltà, mezzo e fine dell'evoluzione morale (e complessiva) delle classi subalterne.
Nella monografia Dell'insegnamento della storia, del 1876, dedicata alle più importanti questioni della pedagogia generale, Labriola aveva asserito la centralità dell'educazione alla socialità: il metodo pedagogico doveva essere quello della ricerca critica e di dibattito e di sperimentazione, unica via capace di condurre alla padronanza del pensiero logico-razionale e in grado di formare personalità aperte alla ricerca e al confronto (non a caso i primi studi di Labriola erano stati rivolti a Socrate e al metodo socratico). Traducendo in un linguaggio pedagogico moderno, per Labriola era necessaria un'attenzione maggiore ai prerequisiti logici piuttosto che alla struttura interna disciplinare, che comunque va indagata attraverso quella che egli chiama un'epigenesi analitica.
Celebre fu una sua conferenza tenuta nell'Aula Magna dell'Università di Roma il 22 gennaio 1888, discorso sollecitato dalla stessa Società degli Insegnanti della capitale, che poi ne curò la pubblicazione in opuscolo.
Era necessario dare concretezza a piani di istituzioni scolastiche entro le quali le didattiche si sviluppassero non da una deduzione della teoria, ma come risultato di lotte politiche, di ideali sociali, di tradizioni storiche, di condizioni ambientali. Per Labriola proprio l'azione dell'ambiente storico sociale sugli uomini e la loro reazione ad esso costituiscono il tema dell'educazione. Per cui «le idee non cascano dal cielo». Il metodo deve partire dalla prassi, dalla pratica e non dalle idee, dai principi astratti.
Il nucleo essenziale della pedagogia della «prassi» sta nella percezione della connessione dell'opera educativa con le condizioni dello sviluppo economico-sociale.
Trockij conobbe «con entusiasmo» l'opera di Labriola nel 1898, quand'era detenuto nel carcere di Odessa. Egli scrive nelle sue memorie che «come pochi scrittori latini, Labriola possedeva la dialettica materialistica, se non nella politica, dov'era impacciato, certo nel campo della filosofia della storia. Sotto quel dilettantismo brillante c'era vera profondità. Labriola liquida egregiamente la teoria dei fattori molteplici che popolano l'olimpo della storia guidando di lassù i nostri destini». Trockij aggiunge che dopo 30 anni continuava a rimanergli in mente «il ritornello Le idee non cascano dal cielo».

## Opere
- Una risposta alla prolusione di Zeller, 1862
- Origine e natura delle passioni secondo l’Etica di Spinoza, 1866
- La dottrina di Socrate secondo Senofonte, Platone ed Aristotele, Napoli, Stamperia della Regia Università, 1871.
- Della libertà morale, Napoli, Tipografia Ferrante-Strada, 1873.
- Morale e religione, Napoli, Tipografia Ferrante, 1873.
- Dell'insegnamento della storia. Studio pedagogico, Roma, Loescher, 1876.
- L'ordinamento della scuola popolare in diversi paesi. Note, Roma, Tip. eredi Botta, 1881.
- Della relazione della Chiesa allo Stato, 1864-65[6][13]
- I problemi della filosofia della storia. Prelezione letta nella Università di Roma il 28 febbraio 1887, Roma, Loescher, 1887.
- Della scuola popolare. Conferenza tenuta nell'aula magna della Università (domenica 22 gennaio 1888), Roma, Fratelli Centenari, 1888.
- Al comitato per la commemorazione di G. Bruno in Pisa. Lettera, Roma, Aldina, 1888.
- Del socialismo. Conferenza, Roma, Perino, 1889.
- Proletariato e radicali. Lettera ad Ettore Socci a proposito del Congresso democratico, Roma, La cooperativa, 1890.
- Saggi intorno alla concezione materialistica della storia

I, In memoria del manifesto dei comunisti, Roma, Loescher, 1895; 1902.
II, Del materialismo storico. Dilucidazione preliminare, Roma, Loescher, 1896; 1902.
III, Discorrendo di socialismo e di filosofia. Lettere a G. Sorel, Roma, Loescher, 1898; 1902; a cura di B. Croce, Bari, Laterza, 1939.
IV, Da un secolo all'altro. Considerazioni retrospettive e presagi, Bologna, Cappelli, 1925.
- L'università e la libertà della scienza, Napoli, Tipi Veraldi, 1897.
- A proposito della crisi del marxismo, in "Rivista italiana di sociologia", a. 3., fasc. 3, maggio 1899.
- Scritti varii editi e inediti di filosofia e politica, raccolti e pubblicati da Benedetto Croce, Bari, Laterza, 1906.
- Socrate, a cura di Benedetto Croce, Bari, Laterza, 1909.
- La concezione materialistica della storia, con un'aggiunta di B. Croce sulla critica del marxismo in Italia dal 1895 al 1900, Bari, Laterza, 1938.
- Tre prelezioni sulla storia e il materialismo storico; In memoria del Manifesto dei comunisti, Brescia, Studio Editoriale Vivi, 1945.
- Lettere a Engels, Roma, Rinascita, 1949.
- Democrazia e socialismo in Italia, Milano, Cooperativa del libro popolare, 1954.
- Opere, a cura di Luigi Dal Pane,

I, Scritti e appunti su Zeller e su Spinoza (1862-1868), Milano, Feltrinelli, 1959.
II, La dottrina di Socrate secondo Senofonte, Platone ed Aristotele (1871), Milano, Feltrinelli, 1961.
III, Ricerche sul problema della libertà e altri scritti di filosofia e di pedagogia (1870-1883), Milano, Feltrinelli, 1962.
- Scritti di pedagogia e di politica scolastica, a cura di Dina Bertoni Jovine, Roma, Editori Riuniti, 1961.
- Saggi sul materialismo storico, a cura di Valentino Gerratana e Augusto Guerra, Roma, Editori Riuniti, 1964; 1977; introduzione e cura di Antonio A. Santucci, 2000. ISBN 88-359-4842-8.
- Il materialismo storico, antologia sistematica a cura di Carlo Poni, Firenze, Le Monnier, 1968.
- Pedagogia e società. Antologia degli scritti educativi, scelta e introduzioni di Demiro Marchi, Firenze, La nuova Italia, 1970.
- Scritti politici. 1886-1904, a cura di Valentino Gerratana, Bari, Laterza, 1970.
- Opere, a cura di Franco Sbarberi, Napoli, Rossi, 1972.
- Scritti filosofici e politici, 2 voll., a cura di Franco Sbarberi, Torino, Einaudi, 1973.
- Lettere a Benedetto Croce. 1885-1904, Napoli, Istituto italiano per gli studi storici, 1975.
- Dal secolo XIX al secolo XX. Dall'era della concorrenza al monopolio. Nascita e lotte del socialismo. IV saggio, incompiuto, della concezione materialistica della storia, Lecce, Milella, 1977.
- Scritti liberali, Bari, De Donato, 1981.
- Scritti pedagogici, a cura di Nicola Siciliani De Cumis, Torino, UTET, 1981. ISBN 88-02-03578-4.
- Epistolario

I, 1861-1890, Roma, Editori Riuniti, 1983.
II, 1890-1895, Roma, Editori Riuniti, 1983.
III, 1896-1904, Roma, Editori Riuniti, 1983.
- Lettere inedite. 1862-1903, a cura di Stefano Miccolis, Roma, Istituto storico italiano per l'età moderna e contemporanea, 1988.
- La politica italiana nel 1871-1872. Corrispondenze alle “Basler Nachrichten”, a cura e con introduzione di Stefano Miccolis, Napoli, Bibliopolis, 1998. ISBN 88-7088-300-0.
- Carteggio, a cura di Stefano Miccolis,

I, 1861-1880, Napoli, Bibliopolis, 2000.
II, 1881-1889, Napoli, Bibliopolis, 2002.
III, 1890-1895, Napoli, Bibliopolis, 2003.
IV, 1896-1898, Napoli, Bibliopolis, 2004.
V, 1899-1904, Napoli, Bibliopolis, 2006.
- Del socialismo e altri scritti politici, Milano, UNICOPLI, 2004. ISBN 88-400-0962-0.
- Giordano Bruno. Scritti editi e inediti (1888-1900), Napoli, Bibliopolis, 2008. ISBN 978-88-7088-569-9.
- Fra Dolcino, Pisa, Edizioni della Normale, 2013. ISBN 978-88-7642-494-6.
- Tutti gli scritti filosofici e di teoria dell'educazione, Milano, Bompiani Il pensiero occidentale, 2014. ISBN 978-88-452-7560-9
- Marx, a cura di Davide Bondì e Alessandro Savorelli, Edizioni della Normale, Pisa, 2019 – ISBN 978-88-7642-661-2
- La dottrina di Socrate, Primiceri Editore, Padova, 2020 - ISBN 978-88-3300-167-8
- L'Università e la libertà della scienza, Primiceri Editore, Padova, 2022 - ISBN 978-88-3300-288-0

## Edizione Nazionale delle Opere
Istituita con decreto del Ministero per i Beni e le Attività Culturali del 2 agosto 2007:
- Tra Hegel e Spinoza. Scritti 1863-1868, a cura di A. Savorelli e A. Zanardo, Edizione Nazionale delle Opere, I, Napoli, Bibliopolis, 2015.
- Tre saggi sul determinismo, a cura di I. Volpicelli e M. Volpicelli, Edizione Nazionale delle Opere, III, Napoli, Bibliopolis, 2021.
- Scritti di pedagogia e di politica scolastica 1876-1904, a cura di N. Siciliani de Cumis e E. Medolla, Edizione Nazionale delle Opere, IV, Napoli, Bibliopolis, 2020.
- I problemi della filosofia della storia 1887 –Recensioni 1870-1896, a cura di G. Cacciatore e M. Martirano, Edizione Nazionale delle Opere, V, Napoli, Bibliopolis, 2018.
- Scritti politici giovanili (1871-1876), a cura di M. Zanantoni, Edizione Nazionale delle Opere, VI, Napoli, Bibliopolis, 2023.
- In memoria del Manifesto dei comunisti, a cura di A. Burgio, Edizione Nazionale delle Opere, VIII, Napoli, Bibliopolis, 2021.
- Del materialismo storico. Dilucidazione preliminare, a cura di D. Bondì e L. Punzo, Edizione Nazionale delle Opere, IX, Napoli, Bibliopolis, 2021.
- Da un secolo all’altro 1897-1903, a cura di S. Miccolis e A. Savorelli, Edizione Nazionale delle Opere, XI, Napoli, Bibliopolis, 2012.
- Filosofia della storia. Lezioni e appunti, a cura di D. Bondì, F. Ghezzi e A. Savorelli, Edizione Nazionale delle Opere, XIII, 2023.